# مارکو جرینی
مارکو جرینی (انگلیسی: Marco Gerini؛ زادهٔ ۵ اوت ۱۹۷۱) بازیکن واترپلو اهل ایتالیا است.